# Движение вперёд
«Движение вперёд» (тайск. พรรคก้าวไกล; также известная как «Као Клай») — тайская прогрессивистская политическая партия, созданная 19 января 2020 года и выступающая против сохраняющегося правления военной хунты. Является преемницей «Партии будущего».
7 августа 2024 года Конституционный суд Таиланда постановил, что партия должна быть распущена на том основании, что предвыборное обещание партии внести поправки в статью о защите чести и достоинства королевской семьи якобы имело целью подорвать монархию. Суд также запретил лидерам партии заниматься любой политической деятельностью сроком на 10 лет. Новой партией-преемницей стала «Народная партия».

## История

### Предыстория

#### «Тайская национальная партия развития»
Партия была официально основана 1 мая 2014 года под названием «Тайская национальная партия развития» (тайск. พรรคร่วมพัฒนาชาติไทย; Руам Паттана Шарт Тай). Сакчай Фромто был избран председателем партии, а Сомпорн Шримахапром — первым генеральным секретарём. Партия ставила для себя целью победу над коррупцией и придерживалась тайнесс (тайск. ความเป็นไทย — концепция тайской идентичности).
15 декабря 2017 года Сакчай Фромто подал заявление об уходе с поста лидера партии. Заместитель председателя Саравут Сингхаклангпол был назначен председателем. 9 ноября 2018 года партия провела общее собрание, где избрала новый исполком партии. На собрании также был избран новый председатель — Танапхон Поламьям, а Ангкуна Файкаева стал генеральными секретарём.

#### «Фун Луан»
Впоследствии Танапхон Поламьям подал в отставку с должности. 19 января 2019 года на партийном съезде было принято решение сменить эмблему партии, а также название на «Фун Луан» (тайск. พรรคผึ้งหลวง). Помимо этого был избран новый исполнительный комитет в составе 10 членов, который избрал Конгфоба Вангсунтхорна председателем партии, а Навируна Чолахана в качестве нового генерального секретаря.
8 июля 2019 года Навирун Чолахан покинул ряды партии и ушёл в отставку с должности генерального секретаря партии. Таким образом в исполнительном комитете партии осталось 9 человек. Поэтому 7 октября на внеочередном общем собрании был избран новый генеральный секретарь партии — Ангкун Файкау.

#### Возвращение первоначального названия
7 декабря 2019 года партия «Фун Луан» провела внеочередное общее собрание с целью внести изменения в устав партии и избрать новый исполнительный комитет партии. Перед голосованием лидер партии Конгфоб Вангсунтхорн объявил о своей отставке с должности, но при этом остался членом партии. Собрание решило избрать новым председателем Танапхон Поламьям. Ангкун Файкау был переизбран генеральным секретарём на второй срок. Кроме этого, было решено восстановить первоначальное название — «Тайская национальная партия развития».

### Преемница «Партии будущего»

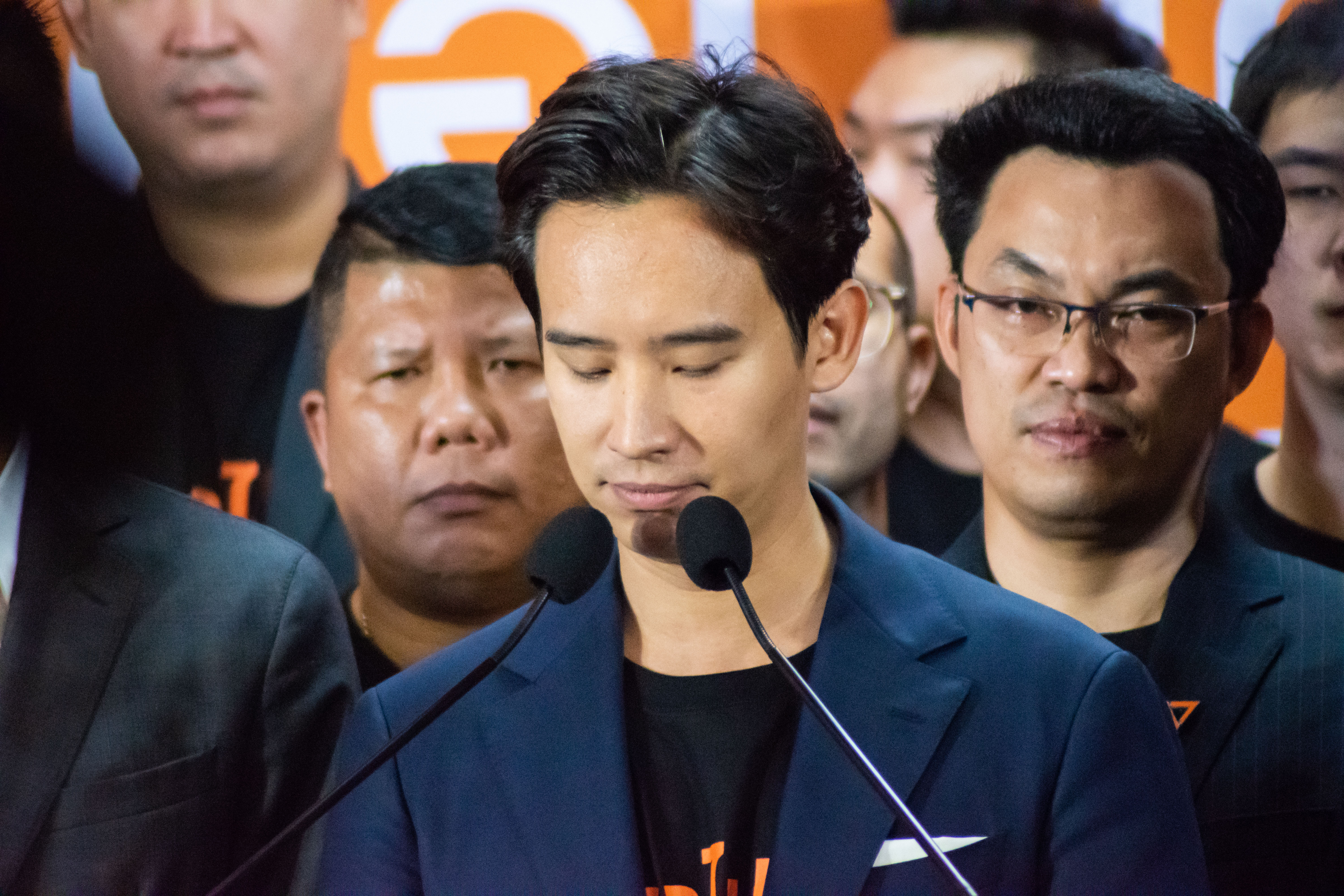
Пита Лимджароенрат выступает на съезде партии «Движение вперёд» в 2020 году

19 января 2020 года «Тайская национальная партия развития» провела съезд, на котором были приняты новые устав, эмблема и название — «Движение вперёд». Также был избран исполнительный комитет, который назначил новым председателем партии Рачена Тияваткарапонга, а Раттавонгсу — генеральным секретарём. Однако 18 февраля 2020 года Рачен Тияваткарапонг внезапно скончался, вследствие чего Раттавонгсу также исполнял обязанности лидера партии.
24 марта 2020 года Пита Лимджароенрат провёл пресс-конференцию, где сообщил о присоединении 55 из 65 депутатов «Партии будущего», распущенной Конституционным судом, к «Движению вперёд». В результате партия стала де-факто продолжателем «Партии будущего». Съезд «Движения вперёд» также избрал Лимджароенрата председателем партии. В выступлении Лимджароенрат подтвердил, что «Движение вперёд» продолжит прогрессивную политику «Партии будущего», будет придерживаться демократических взглядов и вести борьбу против переворота.
По результатам парламентских выборов 2023 года партия набрала 38,01 % голосов, получив 151 место и став самой крупной партией в Палате представителей, что вызвало серьёзные изменения в политическом ландшафте страны. 22 мая лидеры партий «Движение вперёд», «Пхыа Тхаи», «Прашарат», «Тай Сан Тай», «Пхыа Тхаи Руампхаланг», «Тайская либеральная партия», «Справедливая партия» и «Новая социальная сила» подписали Меморандум о взаимопонимании, перечисляющий 23 согласованные политики. Тем самым была образована коалиция, которая должна была сформировать правительство во главе с председателем «Движения вперёд» Питой Лимджароенратом. Однако на парламентском голосовании Пита не был избран премьер-министром и очередь сформировать правительство перешло партии «Пхыа Тхаи», которая вышла из коалиции и сформировала свою с консервативными партиями из уходящего правительства. Партия «Движения вперёд», занявшая первое место на выборах 2023 года вновь оказалась в оппозиции.
19 июля Конституционный суд Таиланда отстранил Питу Лимджароенрата от должности члена парламента из-за владения акциями в нефункционирующей телекомпании ITV, которые он унаследовал от своего отца Понгсака Лимджароенрата. Хотя это не лишило его права стать премьер-министром, в тот же день парламент постановил, что парламентские правила не допускают повторного выдвижения кандидата.
25 августа Университет Шрипатум и D-vote опубликовали результаты опроса, проведенного с 22 по 24 августа, на тему «Если сегодня пройдут выборы, за какую партию вы проголосуете?». «Движение вперёд» получило значительную поддержку — более 62,39% голосов после того, как «Пхыа Тхаи» отреклась от «Движения вперёд» при формировании правительства и сформировала коалицию с партиями, поддерживавшими хунту.

#### Смена руководства партии
23 сентября 2023 года на общем собрании партии Чайтават Тулатон был избран новым лидером партии, сменив Питу Лимджароенрата, который ушёл в отставку в начале месяца из-за сохраняющейся неопределённости в отношении своего статуса депутата. Апичарт Сирисунтон был назначен новым генеральным секретарем, сменив Тулатона на этом посту. Сам Лимджароенрат взял на себя роль председателя недавно сформированной консультативной группы из трёх человек. Пхичарн Чаовапаттанавонг, Наттавут Буапратум, Суписан Пхакдинарунат и Сириканья Тансакул были назначены заместителями председателя партии, а Парит Вачарасиндху — представителем (пресс-секретарём) партии.

#### Юридические проблемы 2024 года

##### Суд над Питой Лимджароенратом
24 января 2024 года Конституционный суд Таиланда оправдал бывшего лидера партии «Движение вперёд» Питу Лимджароенрата по делу о владении акциями несуществующей медиакомпании iTV.

##### Суд над партией
В преддверии вынесения Конституционным судом вердикта о том, является ли политика партии в отношении оскорбления величества конституционной, партия была уверена, что суд встанет на её сторону. Однако решением Конституционного суда от 31 января было установлено, что партия и её лидеры нарушили конституцию Таиланда, проводя кампанию по внесению смягчающих поправок в строгий закон об оскорблении величества. Суд в составе девяти членов единогласно постановил, что попытки партии внести поправки в закон равнозначны попытке свержения монархии. Суд обязал партию «прекратить любые действия, выражение мнения посредством устной, письменной, публикации или рекламы, а также передачу любого сообщения в других формах», направленных на внесение поправок в закон.
Решение суда открыло путь к роспуску партии, аналогично её предшественнице, «Партии будущего». Тайский политический активист и член партии «Паланг Прачарат» Руангкрай Ликитваттана заявил, что готовится пойти в Избирательную комиссию (ИК) 1 февраля с просьбой о роспуске партии. Ранее в 2023 году Руангкрай дважды обращался в ИК с просьбой о роспуске партии из-за попыток внести поправки в статью 112, а также подал жалобу на Лимджароенрата по поводу его акций iTV. По решению суда ИК должна принять ходатайство Руангкрая, поскольку оно представляет собой нарушение статьи 92 Закона о политических партиях, в которой говорится, что ИК должна предложить Конституционному суду роспуск любой партии после действия, которое считается враждебным по отношению к монархии. Бывший комиссар по выборам Сомчай Срисуттиякорн заявил, что отстранение от политики грозит нескольким руководителям партии, ответственным за предложение политики о поправках в 2021 году.
В ответ депутат от партии Вирой Лакханаадисорн заявил, что движение за внесение поправок в законы об оскорблении величества продолжится, даже если партия будет распущена, заявив, что это политика уже стала идеологией партии. Чайтават Тулатон заявил, что приговор рискует создать конфликт в тайской политике, в то время как Пита Лимджароенрат сообщил репортёрам после вынесения постановления, что политика партии не была направлена на то, чтобы вызвать какое-либо ущемление монархии.
Данное решение Конституционного суда также открывает возможность того, что ни одна политическая партия в Таиланде никогда не сможет на законных основаниях добиваться внесения поправок в закон. Мунин Понгсапан, доцент юридического факультета Университета Таммасат, заявил, что это «фактически означает, что закон об оскорблении величества станет неприкосновенным».
В марте 2024 года Избирательная комиссия Таиланда одобрила резолюцию с просьбой к Конституционному суду о роспуске партии «Движение вперёд».
7 августа 2024 года Конституционный суд Таиланда постановил, что партия должна быть распущена на том основании, что предвыборное обещание партии внести поправки в статью о защите чести и достоинства королевской семьи якобы имело целью подорвать монархию. Суд также запретил Пите Лимджароенрату и другим лидерам партии заниматься любой политической деятельностью сроком на 10 лет.

## Идеология
«Движение вперёд» — прогрессивная левоцентристская политическая партия. Она известна своей продемократической платформой и целью устранить военное влияние в тайской политике.
Некоторые из их политик включают легализацию однополых браков, экономическое равенство, отмену призыва на военную службу, проведение референдума о пересмотре конституции и реформировании монархии. Также партия стремится внести смягчающие поправки в строгие законы Таиланда об оскорблении величества и более тщательно проверять королевский бюджет.
В 2023 году партия представила платформу «Трёх Д» (3Ds): демилитаризации, демонополизации и децентрализации, которые, по словам Лимджароенрата, приведут к демократизации, мирному процессу и реформизму.

## Политическая позиция

### Манифест 2023 года
Социальная политика
- Разрешить выборы губернаторов провинций
- Реформировать закон об оскорблении величества
- Уменьшить военное влияние в политике
- Сократить бюрократию и повысить прозрачность
- Заменить воинскую повинность добровольной системой
- Разработать и принять новую демократическую конституцию
- Децентрализовать работу правительства
- Декриминализировать секс-работу, игрушки и фильмы для взрослых
- Легализовать однополые браки
- Содействие гендерному равенству и сокращению домашнего насилия
- Защищать права ЛГБТ+

Экономическая политика
- Повышение минимальной заработной платы до 450 ฿ (ежегодно корректируется с учётом инфляции)
- Разрушить монополии и повысить конкуренцию в экономике
- Поощрение оздоровительного и зелёного туризма
- Содействие свободе работников вступать в профсоюзы и вести коллективные переговоры
- Снизить налоговое бремя для малого и среднего бизнеса

Политика социального обеспечения
- Создать современное государство всеобщего благосостояния
- Установить 40-часовую рабочую неделю (людям, работающим более 40 часов, должны выплачиваться сверхурочные)
- Увеличить детские пособия (3000 ฿ в подарок новорожденным и 1200 ฿ в месяц на каждого ребёнка)
- Увеличить отпуск по беременности и родам до 180 дней (для обоих родителей)
- Расширить услуги по уходу за детьми
- Увеличить финансирование служб охраны психического здоровья
- Продвигать справедливые трудовые льготы и контракты

Политика в области образования
- Реформировать систему образования, чтобы она стала более дружелюбной и безопасной для учащихся
- Реформировать школьную программу, чтобы предоставить учащимся больше возможностей выбора
- Поощрение двуязычных школ
- Увеличить финансирование государственного образования
- Предоставить учащимся больше свободы в выборе одежды (без обязательной формы)
- Улучшение баланса между работой и личной жизнью для студентов

## Руководство партии

### Список председателей
| №                                                           | Портрет | Имя                    | Вступил в должность | Покинул должность | Примечание                                                |
| «Тайская национальная партия развития» (первое образование) |         |                        |                     |                   |                                                           |
| 1                                                           |         | Сакчай Фромто          | 1 мая 2014          | 15 декабря 2017   |                                                           |
| -                                                           |         | Саравут Сингхаклангпол | 15 декабря 2017     | 9 ноября 2018     | Исполняющий обязанности                                   |
| 2                                                           |         | Танапхон Поламьям      | 9 ноября 2018       | 19 января 2019    |                                                           |
| «Фун Луан»                                                  |         |                        |                     |                   |                                                           |
| 3                                                           |         | Конгфоб Вангсунтхорн   | 19 января 2019      | 7 декабря 2019    |                                                           |
| «Тайская национальная партия развития» (второе образование) |         |                        |                     |                   |                                                           |
| (2)                                                         |         | Танапхон Поламьям      | 7 декабря 2019      | 19 января 2020    |                                                           |
| «Движение вперёд»                                           |         |                        |                     |                   |                                                           |
| 4                                                           |         | Рачен Тияваткарапонг   | 19 января 2020      | 18 февраля 2020   | Скончался в должности                                     |
| -                                                           |         | Пимай Раттавонгсу      | 18 февраля 2020     | 14 марта 2020     | Исполняющий обязанности                                   |
| 5                                                           |         | Пита Лимджароенрат     | 14 марта 2020       | 23 сентября 2023  | Основатель партии «Движение вперёд» в её современном виде |
| 6                                                           |         | Чайтават Тулатон       | 23 сентября 2023    | 7 августа 2024    | Лидер оппозиции                                           |

### Действующее руководство
С 23 сентября 2023 года по 7 августа 2024 года, когда партия была распущена, высшее руководство партии выглядело следующим образом:
- Председатель: Чайтават Тулатон
  - Первый заместитель: Пхичарн Чаовапаттанавонг
  - Второй заместитель: Наттавут Буапратум
  - Третий заместитель: Суписан Пхакдинарунат
  - Четвёртый заместитель: Сириканья Тансакул
- Генеральный секретарь: Апичарт Сирисунтон
- Представитель (пресс-секретарь): Парит Вачарасиндху
- Председатель консультативного комитета: Пита Лимджароенрат

## Результаты на выборах

### Парламентские
| Выборы | Получено всего мест | По партийным спискам | По партийным спискам | По партийным спискам | По округам | По округам | По округам | Изменения           | Лидер кампании     |
| Выборы | Получено всего мест | Голосов              | Доля                 | Мест                 | Голосов    | Доля       | Мест       | Изменения           | Лидер кампании     |
| ------ | ------------------- | -------------------- | -------------------- | -------------------- | ---------- | ---------- | ---------- | ------------------- | ------------------ |
| 2023   | 151 из 500          | 14 438 851           | 38,01%               | 39                   | 9 665 433  | 25,40%     | 112        | ▲70 мест; Оппозиция | Пита Лимджароенрат |

### Региональные
| Выборы                    | Результат | Голосов | Доля    | Изменения                                       | Лидер кампании       |
| ------------------------- | --------- | ------- | ------- | ----------------------------------------------- | -------------------- |
| Губернатор Бангкока, 2022 | Поражение | 253 938 | 9,57 %  | Не избран                                       | Вирой Лакханаадисорн |
| Совет Бангкока, 2022      | 14 из 50  | 485 830 | 20,85 % | ▲14 места; Коалиция (Пхыа Тхаи-Движение вперёд) | Пита Лимджароенрат   |